# Гутьеррес, Лионель
Лионель Х. Гутьеррес (англ. Lionel H. Guterres, 7 сентября 1931) — гонконгский хоккеист (хоккей на траве), нападающий.

## Биография
Лионель Гутьеррес родился 7 сентября 1931 года.
В 1964 году вошёл в состав сборной Гонконга по хоккею на траве на Олимпийских играх в Токио, занявшей 15-е место. Играл на позиции нападающего, провёл 7 матчей, забил 1 мяч в ворота сборной ОГК.